# Ialonus Contrebis
Dans l'ancienne religion celtique, Ialonus Contrebis ou Ialonus ou Gontrebis était un dieu (ou peut-être deux dieux apparentés) adoré dans ce que sont maintenant le Lancashire et la Provence.

## Inscriptions
Ialonus Contrebis est connu par le biais de trois inscriptions dédicatoires:
- Une première inscription, à Lancaster, a été consacré (au datif) à Deo Ialono Contre Sanctissimo ("au dieu le plus saint Ialonus Contre [bis]");
- Une deuxième, à Overborough à Kirkby Lonsdale, est consacrée à Deo San Gontrebi ("au dieu saint Gontrebis")[1];
- Sur la troisième inscription, trouvée à Nîmes en Provence, Ialonus a été invoqué en conjonction avec la déesse Fortune[2].

Le nom de Contrebis peut éventuellement contenir une racine liée à la «maison» proto-celtique. Celui d'Ialonus peut être lié à la racine proto-celtique jalo- 'clairière'.

### Pages connexes
- Religion celtique